# 李清霞
李清霞，MH（1971年—），香港建制派政黨民建聯籍政治人物，現任香港東區區議會康灣選區議員，是全職社區服務工作者、益發大廈業主立案法團主席、前任柏架山選區議員黃建彬的議員助理、鰂魚涌居民協會執行主席、康城分區委員會活動小組主席，曾任東區區議會柏架山選區議員。
李清霞籍贯为福建石狮。

## 從政
時任東區區議會南豐區議員、民主黨成員梁淑楨因嚴重中風，連續三次未得區議會同意下缺席區議會大會，根據《區議會條例》規定，區議員倘未得到區議會同意，而連續2次缺席區議會大會，就會即時喪失議員資格。補選於2014年5月18日舉行，張國昌以梁淑楨議員助理的身份參選並以2,383票擊敗民建聯李清霞的1,494票。
2019年香港區議會選舉，時任柏架山議員黃建彬交棒予其議員助理李清霞，遇上身為區內新人賴翊銘首次參選並以民主派區選聯盟名義與李清霞爭奪。最終李清霞以不足二百票之差擊敗賴，成功接棒。由於民建聯其餘的候選人在東區均落敗，故此李清霞成為東區的唯一一名民建聯區議員。

### 軼事
2014年5月18日的補選兩位候選人落區做宣傳期間，但有人在社交網站上載一張有關李清霞的宣傳易拉架，發現最底一行字竟然將「候選人」寫錯成「後選人」，有網民就寸爆話，咁選民應該投票畀邊個「先」呢？李清霞解釋，因為選舉期臨近，有不少事務需要處理，負責製作易拉架的職員一時疏忽，所以鬧出笑話。事發後已即時收起，稍後亦會印過一批新的易拉架。

## 爭議言論
東區區議會於2020年3月3日舉行食物環境及衛生事務委員會會議，通過以區議會今年年度剩餘撥款與社福機構合作增購防疫物資。民建聯李清霞不同意，認為防疫包應由民政處負責而非利用區議會公帑。她又質疑揀選負責機構及分配的準則，民主派議員譁然，李即稱「咁咪唔好畀我講野囉，叻囉！我怕你哋講『五大訴求』咋！」阿公岩區議員郭志聰諷「咁你收爹啦」。李清霞稱「有咁多官員喺度，你哋（都）蝦我」，又斥委員會主席張國昌沒有阻止其他人搭話，「你民主黨㗎嘛，體現下民主精神啦。」小西灣區議員、資深媒體人陳榮泰諷李清霞「將簡單嘅嘢複雜化」，認為疫症當前應齊心為居民服務，不用將分配準則訂得過嚴，「我會唔會叫（寶馬山區議員）阮建中唔好派畀低收入人士呀，你唔好玩啦，理性少少、做多啲務實嘢，你哋最鍾意講㗎啦。」環翠區議員吳卓燁亦指，真心為街坊服務的人是不會「攞光環」。議案最終在李清霞贊成、郭偉强離席下通過。

## 政治立場
由「民主動力」協調舉辦的民主派初選於2020年7月11日及12日舉行，期間不少區議員辦事處將會用作票站。一衆民建聯區議員於7月10日早到政府總部外請願，指民主派議員借出辦事處屬違法，並指稱向民政事務局局長徐英偉遞交請願信。民建聯東區區議員李清霞批評民主派區議員濫用公帑和操控選舉，違反選舉原則 。她續指，香港法例規定18歲以上人士有資格進行參選，但「攬炒派」是在控制他人是否有資格參選，對此表示强烈反對，並呼籲社會看清他們的「真面目」。請願信最後由民政事務局局長政治助理黎穎瑜接收。

## 歷屆選舉結果
| 政党   | 政党   | 候选人    | 票数   | %     | ±      |
| ------ | ------ | --------- | ------ | ----- | ------ |
|        | 新民黨 | ①. 林梓鴻 | 6,903  | 21.99 | 不適用 |
|        | 民建聯 | ②. 李清霞 | 14,764 | 47.04 | 不適用 |
|        | 工聯會 | ③. 吳清清 | 9,721  | 30.97 | 不適用 |
| 多数票 | 多数票 | 多数票    | 2,818  | 8.98  | 不適用 |

| 政党   | 政党   | 候选人    | 票数  | %     | ±      |
| ------ | ------ | --------- | ----- | ----- | ------ |
|        | 獨立   | ①. 賴翊銘 | 2,491 | 48.32 | 不適用 |
|        | 民建聯 | ②. 李清霞 | 2,664 | 51.68 | 不適用 |
| 多数票 | 多数票 | 多数票    | 173   | 3.36  | 不適用 |

| 政党   | 政党   | 候选人    | 票数  | %     | ±      |
| ------ | ------ | --------- | ----- | ----- | ------ |
|        | 民主黨 | ①. 張國昌 | 2,383 | 61.47 | ▲9.32  |
|        | 民建聯 | ②. 李清霞 | 1,494 | 38.53 | 不適用 |
| 多数票 | 多数票 | 多数票    | 889   | 22.94 | ▲13.70 |

## 資料來源與註釋
1. 1 2 3  . 民主建港協進聯盟.   [2020-11-19]. （原始内容存档于2021-02-28） （中文（香港））.
2. ↑  . 東區區議會. 2020-03-05  [2020-11-30]. （原始内容存档于2021-03-13） （中文（香港））.
3. ↑  泉州发布. . 微信公众平台. 2023-12-12  [2023-12-12]. （原始内容存档于2023-12-12）.
4. ↑  . now新聞. 2014-05-19  [2019-11-30]. （原始内容存档于2020-11-27）.
5. ↑  . 蘋果日報. 2014-05-19  [2019-11-30]. （原始内容存档于2020-08-13）.
6. ↑  . 頭條日報. 2019年11月25日  [2021-03-17]. （原始内容存档于2021-08-01）.
7. ↑  . 東方日報. 2014-04-18  [2020-11-19]. （原始内容存档于2014-04-21）.
8. ↑  . www.districtcouncils.gov.hk. 2021-09-21  [2021-04-21]. （原始内容存档于2021-04-21）.
9. ↑  湯璧瑜. . 獨立媒體 inmediahk.net. 2020-03-04  [2021-04-21]. （原始内容存档于2020-12-07）.
10. ↑  甄以恆. . 香港01. 2020-07-10  [2020-11-19]. （原始内容存档于2020-07-21）.

## 外部連結
- . 東區區議會. 2020-03-05  [2020-11-30]. （原始内容存档于2021-03-13） （中文（香港））.
- . 民主建港協進聯盟.   [2020-11-19]. （原始内容存档于2021-02-28） （中文（香港））.

| 議會席位      | 議會席位                                                | 議會席位       |
| ------------- | ------------------------------------------------------- | -------------- |
| 前任： 黃建彬 | 東區區議會 柏架山選區區議員 2020年1月1日—2023年12月31日 | 選區合併至康灣 |
| 新頭銜        | 東區區議會 康灣選區區議員 2024年1月1日—                 | 現任           |